# Kardo Razzazi
Kardo Razzazi, född 17 mars 1985 i Uppsala, är en svensk skådespelare.

## Biografi
Razzazi är son till de kurdisk-svenska musikerna Marzia Fariqi och Naser Razazi. Han föddes i en flyktingförläggning i Uppsala, då hans föräldrar hade flytt från Kurdistan. År 2005 började han studera på Stockholms Elementära Teaterskola och därefter på Teaterhögskolan i Malmö, där han tog examen 2011. Han gjorde praktik på Stockholms stadsteater och har efter det medverkat i flera produktioner på Malmö Stadsteater.

## Filmografi
- 2006 – Pappas Pojkar (kortfilm)
- 2006 – Beck – Gamen
- 2008 – Kungamordet (TV-serie)
- 2010 – Kommissarie Winter (TV-serie)
- 2011 – Starke man (TV-serie)
- 2014 – 10 000 timmar
- 2015 – Min hemlighet (TV-serie)
- 2015 – Arne Dahl: Efterskalv (TV-serie)
- 2017–2019 – Alex (TV-serie)
- 2018 – Backstabbing for Beginners
- 2018 – Gräns
- 2018 – Springfloden (TV-serie)
- 2019 – Allt jag inte minns (TV-serie)
- 2019–2022 – Heder (TV-serie)
- 2020 – Top Dog (TV-serie)
- 2020 – Fredsmäklaren (TV-serie)
- 2021 – Huss (TV-serie)
- 2021 – Suedi
- 2022 – Rheingold
- 2023 – Avgrunden
- 2023 – Det är något som inte stämmer
- 2023 – Bullets
- 2025 – Åremorden (TV-serie)
- 2025 – Den siste vikingen
- 2025 – Vi dör i natt